# 26 avril dans les chemins de fer
26 mars 26 mai
Chronologies thématiques
- Croisades
- Sports
- Disney

Cette page concerne les événements qui se sont déroulés un 26 avril dans les chemins de fer.

## Événements

### XIXesiècle
- 1865. France : mise en service de la dernière section de la ligne Paris - Brest, entre Guingamp et Brest, par la Compagnie des chemins de fer de l'Ouest.

### XXesiècle
- 1931. France : la section de ligne Place Monge - Porte de Choisy du métro de Paris, mise en service provisoirement sous forme de prolongement de la ligne 10, est basculée sur la ligne 7. La section Maubert - Mutualité - Place Monge devient un raccordement entre les deux lignes.
- 1937. France : la station Tourelle est renommée Saint-Mandé - Tourelle.